# Major League Baseball All-Century Team
Nel 1999, il Major League Baseball All-Century Team fu scelto da un voto popolare dei tifosi. Per scegliere la squadra, una giuria di esperti aveva in precedenza compilato una lista dei cento migliori giocatori del secolo della Major League Baseball. Oltre due milioni di tifosi votarono i giocatori sia per mezzo della carta che online.
I due migliori giocatori per ogni ruolo, eccetto gli esterni (nove) e lanciatori (sei) furono inseriti nella squadra. Una giuria scelta aggiunse poi cinque leggende per creare una squadra di trenta giocatori:—Warren Spahn (che era terminato decimo tra i lanciatori), Christy Mathewson (14º), Lefty Grove (18º), Honus Wagner (4º tra gli interbase) e Stan Musial (11º tra gli esterni).
I candidati furono presentati all'All-Star Game del 1999 a Fenway Park. Prima della seconda gara delle World Series del 1999, i membri furono rivelati. Ogni giocatore vivente nominato prese parte alla cerimonia.
Per una lista completa dei cento giocatori candidati, vedere The MLB All-Century Team.

## Giocatori selezionati

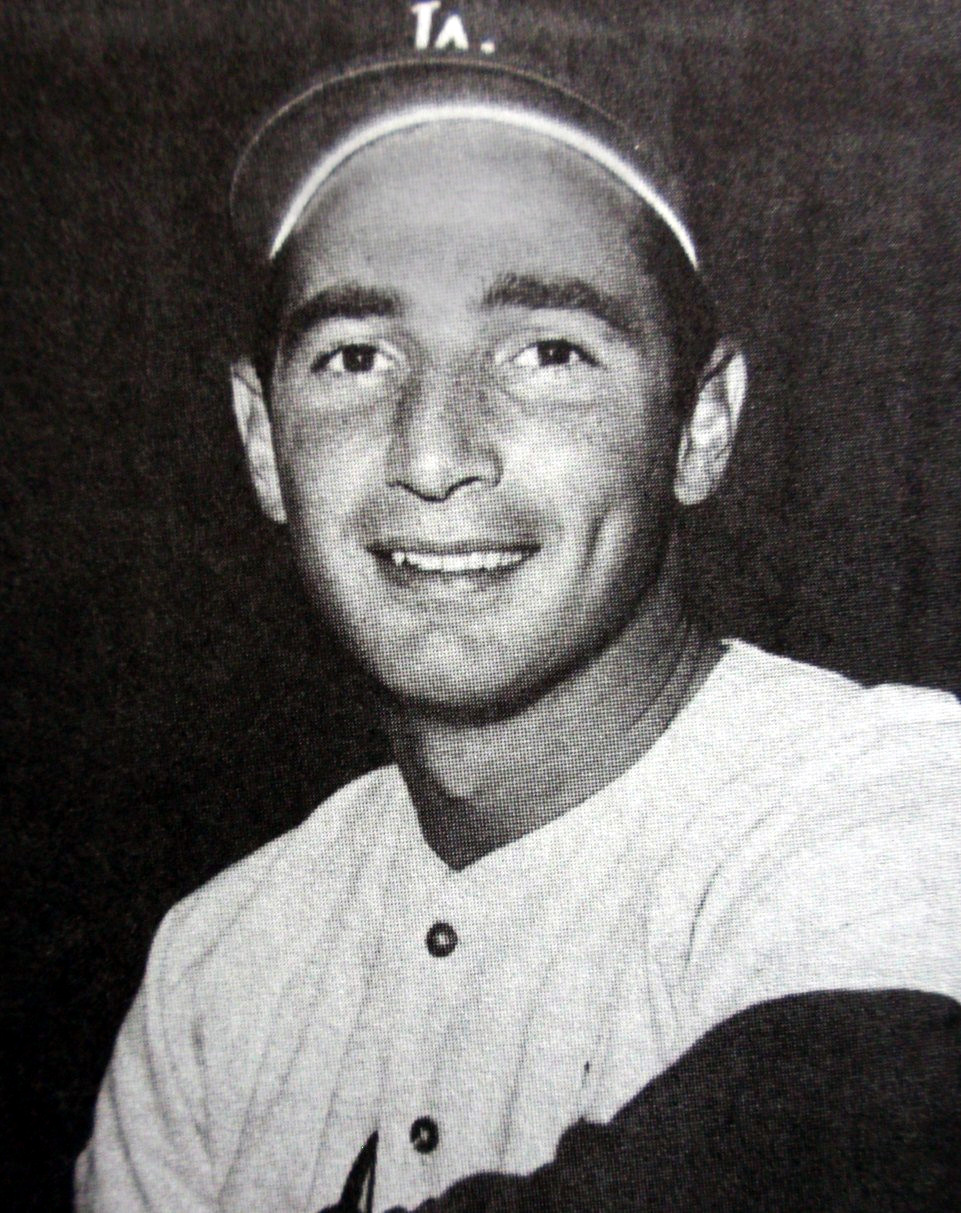
L'Hall of Famer Sandy Koufax

| Giocatore | Nome del giocatore                        |
| Ruolo     | Ruolo principale del giocatore            |
| Voti      | Numero di voti ricevuti                   |
| *         | Indica un giocatore aggiunto dalla giuria |
| **        | Indica un giocatore in attività all'epoca |
| ö         | Indica un giocatore deceduto              |
| †         | Membro della Baseball Hall of Fame        |

| Giocatore            | Ruolo        | Voti      |
| -------------------- | ------------ | --------- |
| Nolan Ryan†          | Pitcher      | 992.040   |
| Sandy Koufax†        | Pitcher      | 970.434   |
| Cy Young†ö           | Pitcher      | 867.523   |
| Roger Clemens**      | Pitcher      | 601.244   |
| Bob Gibson†          | Pitcher      | 582.031   |
| Walter Johnson†ö     | Pitcher      | 479.279   |
| Warren Spahn†ö*      | Pitcher      | 337.215   |
| Christy Mathewson†ö* | Pitcher      | 249.747   |
| Lefty Grove†ö*       | Pitcher      | 142.169   |
| Johnny Bench†        | Catcher      | 1.010.403 |
| Yogi Berra†ö         | Catcher      | 704.208   |
| Lou Gehrig†ö         | Prima base   | 1.207.992 |
| Mark McGwire**       | Prima base   | 517.181   |
| Jackie Robinson†ö    | Seconda base | 788.116   |
| Rogers Hornsby†ö     | Seconda base | 630.761   |
| Mike Schmidt†        | Terza base   | 855.654   |
| Brooks Robinson†     | Terza base   | 761.700   |
| Cal Ripken, Jr.†**   | Shortstop    | 669.033   |
| Ernie Banks†ö        | Shortstop    | 598.168   |
| Honus Wagner†ö*      | Shortstop    | 526.740   |
| Babe Ruth†ö          | Outfielder   | 1.158.044 |
| Hank Aaron†          | Outfielder   | 1.156.782 |
| Ted Williams†ö       | Outfielder   | 1.125.583 |
| Willie Mays†         | Outfielder   | 1.115.896 |
| Joe DiMaggio†ö       | Outfielder   | 1.054.423 |
| Mickey Mantle†ö      | Outfielder   | 988.168   |
| Ty Cobb†ö            | Outfielder   | 777.056   |
| Ken Griffey Jr.**    | Outfielder   | 645.389   |
| Pete Rose            | Outfielder   | 629.742   |
| Stan Musial†ö*       | Outfielder   | 571.279   |

## La controversia su Pete Rose
Ci fu una controversia sull'inclusione nell'All-Century Team di Pete Rose, che era stato bandito a vita dal baseball dieci anni prima. Alcuni misero in discussione le presenza di Rose in una squadra sponsorizzata ufficialmente dalla Major League Baseball, ma i tifosi presenti allo stadio gli tributarono una standing ovation. Nel corso della cerimonia sul campo, diretta da Vin Scully, Jim Gray di NBC Sports chiese a Rose circa il suo rifiuto di ammettere di avere scommesso sul baseball. L'intervista di Gray divenne controversa, con alcuni che proclamarono si fosse trattato di buon giornalismo, mentre altri affermarono si trattasse di un'occasione inappropriata per l'insistenza di Gray. Dopo essersi inizialmente rifiutato, Gray si scusò alcuni giorni dopo. L'8 gennaio 2004, più di quattro anni dopo, Rose ammise pubblicamente di avere scommesso sulle gare di baseball nella sua autobiografia My Prison Without Bars.